# Säkerhetsdilemmat
Säkerhetsdilemmat avser de nödvändiga karaktärsdragen av internationell politik, en anarkistisk organisation, saknaden av en regering. När det råder anarki och ett land gör en självständig handling för att maximera sin säkerhet, kan det endast tolkas att andra länder blir mindre säkra. Säkerhetsdilemmat går i korthet ut på att det är omöjligt att avgöra om en annan stats militära upprustning är offensiv eller defensiv, det vill säga, ständig upprustning leder till kollektiv osäkerhet. Säkerhetsdilemmat är ett begrepp som ofta förekommer inom neorealismen.